# Pink Hanamori
Pink Hanamori (jap. 花森 ぴんく, Hanamori Pinku; * 5. November 1977 in der Präfektur Shizuoka, Japan) ist eine japanische Manga-Zeichnerin.

## Leben
Sie ist die jüngste von drei Geschwistern. Im Alter von acht bis neun Jahren begann sie zu zeichnen, allerdings kaufte sie sich erst mit vierzehn Jahren die für das Manga-Zeichnen benötigten Werkzeuge. Für ihre Kurzgeschichte Miss Dieter Heroine wurde sie 2001 beim 31. Nakayoshi-Nachwuchs-Mangawettbewerb ausgezeichnet. Anschließend erschien sie in einer Sonderausgabe des Manga-Magazins Nakayoshi und war somit die erste professionelle Veröffentlichung der damals 23-jährigen Zeichnerin, die zu dieser Zeit Hauswirtschaftslehre studierte. Es folgten einige weitere Kurzgeschichten für Nakayoshi und dessen Schwestermagazinen.
2002 gelang Hanamori ein großer Erfolg mit dem Manga Mermaid Melody Pichi Pichi Pitch, den sie nach einer Geschichte von Michiko Yokote zeichnete und 2005 beendete. Auch dieser Manga erschien zunächst im Nakayoshi-Magazin und später in sieben Sammelbänden beim Kōdansha-Verlag. Mermaid Melody Pichi Pichi Pitch richtet sich, wie ihre anderen Werke auch, vorwiegend an jugendliche Mädchen, lässt sich also der Shōjo-Gattung zuordnen. Die Manga-Serie wurde als Anime-Fernsehserie umgesetzt und die ersten sechs Sammelbände verkauften sich in Japan bis 2006 etwa eine Million Mal. Der Magical-Girl-Manga handelt von einer jungen Meerjungfrau, die in die Menschenwelt geht, um dort ihre Perle zu suchen, die sie vor vielen Jahren einem Jungen gab, dem sie das Leben bei einem Schiffsunglück rettete.
Von 2005 bis 2007 arbeitete sie für Nakayoshi an der ungefähr 500 Seiten umfassenden Manga-Serie Yume Yume Yu Yu über ein Mädchen, das eine Miko sein will. Ihr Wunsch geht in Erfüllung, jedoch muss sie dafür ihre und eine andere Welt retten. 2007 erschien im selben Magazin ihr Werk Himitsu no Darling. Derzeit arbeitet sie an ihrem aktuellen Manga Fiance wa Monster!?, in dem es um ein Mädchen geht, die vorhat, im Haus eines entfernten Verwandten einzuziehen, da ihr Vater einen neuen Job hat. Erst einmal bemerkt sie, dass das Haus voller Monster ist und danach trifft sie auch noch auf einen Jungen, der ihr eine spezielle Halskette gibt, mit der sie sich verwandeln kann, um böse Monster zu bekämpfen.
Von 2008 bis 2009 zeichnete sie in der Nakayoshi in Zusammenarbeit mit Natsuko Takahashi, die für das Szenario verantwortlich war, eine Neuinterpretation von Osamu Tezukas Ribbon no Kishi.
Pink Hanamori wurde von Yoshihiro Togashis Manga-Serie Yū Yū Hakusho und den Zeichnungen der Mangaka Megumi Tachikawa (unter anderem Dream Saga) beeinflusst. Hanamoris Werk wurde ins Englische, Französische, Thailändische, Chinesische, Koreanische und Deutsche übersetzt.

## Werke
- Miss Dieter Heroine (ミス・ダイエッター☆ヒロイン, Misu Diettā Heroin), 2001
- Zieh dich aus (ヌードになって, Nūdo ni natte), 2001
- Gekkō Megami – Moonlight Goddess Diana (月光女神-ムーンライトゴッデス-ディアナ, Gekkō Megami – Mūnraito Godddesu Diana), 2001
- Cherry Blossom (チェリー♥ブロッサム, Cherī Burossamu), 2002
- Mermaid Melody Pichi Pichi Pitch (マーメイドメロディ　ぴちぴちピッチ), 2002–2005
- Yume Yume Yu Yu (ゆめゆめ☆ゆうゆう, Yume Yume☆Yū Yū), 2005–2007
- Himitsu no Darling (ひ・み・つのダーリン♥, Hi-mi-tsu no dārin), 2007
- Mein Lover ist ein Monster! (フィアンセはモンスター!?, fianse wa monsutā!?), 2007–2008
- Saphire: Ribbon no Kishi (サファイア リボンの騎士, Safaia: Ribon no Kishi), 2008–2009, Vorlage: Osamu Tezuka, Szenario: Natsuko Takahashi